# Stabekkbanen
De Stabekkbanen is een kunstijsbaan in Stabekk (gemeente Bærum) in de provincie Akershus in het zuiden van Noorwegen. De ijsbaan wordt gebruikt als bandybaan. De kunstijsbaan is geopend in 2002.
De Stabekkbanen is de thuisbaan van Stabæk Bandy, de 17-voudig Noors kampioen bandy.